# Matheus Nachtergaele
Matheus Nachtergaele (São Paulo, 3 de enero de 1969) es un actor y director brasileño.

## Biografía
Matheus es un actor de teatro de origen belga. Ganó notoriedad por su trabajo en los años 90 con la compañía Teatro da Vertigem, bajo la dirección de Antonio Araujo, quien había reconocido su trabajo por su actuación en el premiado espectáculo Libro de Job.
Su éxito llevó a la televisión (TV Globo), que debutó en la miniserie Hilda Furacão como de cintura fina. La miniserie de éxito tomaron el papel como protagonista en la miniserie que también se convirtieron en telefilm O Auto da Compadecida, basado en la obra de Ariano Suassuna, en el papel de João Grilo. Esta actuación que le valió el Gran Premio Nacional de Cine y Mejor Actor. Desde entonces ha realizado numerosas visitas al cine local, y en el año 2008 el debut como director sin haber reservado el teatro y la televisión. En la actualidad reside en Tiradentes (Minas Gerais).

## Vida personal
En 2014 Nachtergaele se declaró abiertamente bisexual.

## Filmografía

### Televisión
| Año       | Título                             | Personaje                      |
| --------- | ---------------------------------- | ------------------------------ |
| 1997      | Comedia de la Vida Privada         | Andrew                         |
| 1998      | Hilda Furacão                      | Cintura Fina                   |
| 1999      | O auto da Compadecida              | João Grilo                     |
| 2000      | A Muralha                          | Padre Miguel                   |
| 2001      | Os Maias                           | Teodorico Raposo               |
| 2002      | Os Pastores da Noite               | Curió                          |
| 2004      | El color del pecado                | Pai Helinho                    |
| 2005      | América                            | Carreirinha                    |
| 2005-2007 | Os Amadores                        | Jaime                          |
| 2007      | Amazônia, de Gálvez a Chico Mendes | Poeta                          |
| 2008      | Queridos amigos                    | Tito                           |
| 2008      | Ó Paí, Ó                           | Queixão                        |
| 2009      | Decamerão - A Comédia do Sexo      | Tofano                         |
| 2009      | Ó Paí, Ó                           | Queixão / Moisés               |
| 2010      | S.O.S. Emergência                  | Sete Quedas (Jezuíno da Silva) |
| 2011      | Ó Paí, Ó                           | Queixão                        |
| 2011      | Cuento encantado                   | Miguezim                       |
| 2012      | Doce de Mãe                        | Fernando de Souza              |
| 2013      | Saramandaia                        | Virgilio Souza                 |
| 2014      | Doce de Mãe                        | Fernando de Souza              |
| 2015      | Zé do Caixão                       | José Mojica Marins             |
| 2016—17   | Grandes Cenas                      | presentador                    |
| 2017      | Sob Pressão                        | Romero                         |
| 2017      | Filhos da Pátria                   | Pacheco                        |
| 2018      | Carcereiros                        | Monstro (Laércio Rocha)        |
| 2018      | Cine Holliúdy                      |                                |
| 2024      | Renascer                           | Norberto dos Reis              |
| 2025      | Vale Tudo                          | Audálio Candeias "Poliana"     |

### Cine
| Año  | Título                                                     | Personaje              |
| ---- | ---------------------------------------------------------- | ---------------------- |
| 1997 | Anahy de las Misiones                                      |                        |
| 1997 | Cuatro días de septiembre                                  |                        |
| 1998 | O Primeiro Dia                                             |                        |
| 1998 | Kenoma                                                     |                        |
| 1998 | Central do Brasil                                          |                        |
| 1999 | Castillo Rá-Tim-Bum, la película                           |                        |
| 2000 | O Auto da Compadecida                                      | João Grilo             |
| 2000 | Gêmeas                                                     |                        |
| 2001 | Bufo & Spallanzani                                         |                        |
| 2001 | Bicho de Sete Cabeças                                      |                        |
| 2002 | Ciudad de Dios                                             |                        |
| 2002 | Onde a Terra Acaba                                         | Narrador               |
| 2003 | Narradores de Javé                                         |                        |
| 2003 | Amarillo mango                                             |                        |
| 2004 | Nina                                                       |                        |
| 2005 | Racing stripes                                             | Doblaje portugués      |
| 2005 | Crime Delicado                                             |                        |
| 2005 | 500 Almas                                                  |                        |
| 2006 | A Concepção                                                |                        |
| 2006 | Árido Movie                                                |                        |
| 2006 | 12 Horas até o Amanhecer - Journey to the End of the Night |                        |
| 2006 | Tapete Vermelho                                            |                        |
| 2007 | Baixio das Bestas                                          |                        |
| 2008 | A Festa da Menina Morta                                    |                        |
| 2008 | Terra Vermelha                                             |                        |
| 2010 | O Bem Amado                                                | Dirceu Borboleta       |
| 2011 | O Segundo Día                                              | Zezinho                |
| 2011 | A Febre do Rato                                            |                        |
| 2012 | Ciudad de Dios, 10 años después                            | Él mismo               |
| 2013 | Serra Pelada                                               | Carvalho               |
| 2014 | Trinta                                                     | Joãosinho Trinta       |
| 2015 | Sangue Azul                                                | Gaetan                 |
| 2015 | Quando Parei De Me Preocupar Com Canalhas (curta)          | João Carlos            |
| 2016 | Big Jato                                                   | Francisco Pai / Nelson |
| 2016 | Mãe Só Há Uma                                              | Matheus                |
| 2017 | Zama                                                       | Vicuña Porto           |
| 2017 | Má Adolescência                                            | Sem Nome               |
| 2017 | A Serpente                                                 | Paulo                  |
| 2017 | O Nome da Morte                                            | Luciano                |
| 2018 | Piedade                                                    |                        |